# Glycosmis tirunelveliensis
Glycosmis tirunelveliensis là một loài thực vật có hoa trong họ Cửu lý hương. Loài này được Murugan & Manickam mô tả khoa học đầu tiên năm 2004 publ. 2005.